# Vlag van Marne

Vlag van Marne

De vlag van Marne is de niet-officiële vlag van het Franse departement Marne. Net als de meeste andere departementen van Frankrijk heeft Marne geen officiële vlag, maar wordt de hier afgebeelde vlag op niet-officiële wijze gebruikt. De vlag is afgeleid van het wapen van het departement.
De vlag toont een blauw veld met een witte horizontale baan in het midden die van links naar rechts loopt. Deze baan wordt aan beide zijden begrensd door gouden borduurwerk.
Het ontwerp toont die van de provincie Champagne, waarbij de witte horizontale baan is geworden en de twee gouden borduurwerken om de richting van de rivier de Marne in het departement aan te geven. De vlag is geïnspireerd op het ontwerp van het wapen dat in de jaren 1950 is voorgesteld door Robert Louis en in 1982 aangenomen door de Algemene Raad.
Naast deze vlag is er een logovlag in gebruik.

Vlag van Champagne
Logovlag